# خدابخش رئیسی
خدابخش رئیسی (زادهٔ ۱۳۳۲ در نیک‌شهر) نمایندهٔ حوزهٔ انتخابیهٔ ایرانشهر در دورهٔ پنجم مجلس شورای اسلامی بوده است.